# Maria Shinoto
Maria Shinoto (* als Maria Warlies; japanisch 篠藤マリア) ist eine deutsche Prähistorische Archäologin, die sich auf die Erforschung der japanischen Vorgeschichte spezialisiert hat.

## Leben und Leistungen
Maria Shinoto studierte an den Universitäten Bonn, Tōkyō, Cambridge und Heidelberg. In Bonn erlangte sie 1991 ihren Abschluss als Magister artium mit einer Arbeit zum Thema Archäologie in der Hayato Forschung. Danach arbeitete sie an verschiedenen Universitäten und bei verschiedenen Projekten und absolvierte ein Promotionsstudium in Heidelberg. Dieses schloss sie 2003 mit der Arbeit Wege der Keramikklassifikation. Am Beispiel einer prähistorischen Irdenware aus Südjapan bei Joseph Maran ab. Seitdem arbeitet sie als Gastforscherin an der Beppu Universität in Beppu. Im Januar 2012 habilitierte sich Shinoto in Heidelberg mit der materialreichen zweibändigen Arbeit Grabkammerverzierungen der japanischen Hügelgräberkultur im ostasiatischen Kontext. Seitdem lehrt sie in Heidelberg als Privatdozentin.
Shinoto beschäftigt sich in erster Linie mit der prähistorischen Keramik Japans und damit zusammen hängenden Problemen und Fragestellungen, wie der Klassifizierung der Artefakte und ihrer Interpretation. Sie forscht gemeinsam mit Naoko Nakamura zur Narikawa-Keramik und zu den Brennöfen bei Naka-dake, dem südlichsten Produktionszentrum von Sue-Keramik in Japan. In Verbindung zu Letzterem steht auch ihre Forschung zu den Hayato, einer früheren in Japan lebenden Ethnie, sowie den Kontakten mit der westlichen Welt in Japans südlichen Regionen. Seit 2010 ist Shinoto korrespondierendes Mitglied des Deutschen Archäologischen Instituts.

## Publikationen (Auswahl)
- Wege der Keramikklassifikation. Am Beispiel einer prähistorischen Irdenware aus Südjapan. Heidelberg 2008, doi:10.11588/heidok.00008868, urn:nbn:de:bsz:16-opus-88685.
- Grabkammerverzierungen der japanischen Hügelgräberkultur im ostasiatischen Kontext. 2 Bände, Philosophischen Fakultät der Ruprecht-Karls-Universität Heidelberg, Heidelberg 2012.

Herausgeberschaften
- mit Naoko Nakamura: 中村直子、篠藤マリア（編）『中岳山麓窯跡群の研究』. Research Center for Archaeology, Kagoshima University. Kagoshima 2015 [Studies on the Nakadake Sanroku Kiln Site Cluster].
- mit Tomoko Nagatomo und Daisuke Nakamura: Kilns in East and North Asia. The adoption of ceramic industries (= Archaeology of East Asia. Band 7). BAR Publishing, Oxford 2022, Digitalisat.